# مشوهات
المشوهات أو فصيلة ميماردي (الاسم العلمي: Mymaridae)،  هي فصيلة وجدت في المناطق المعتدلة و المدارية في جميع أنحاء العالم . تحتوي على حوالي 100 جنسًا مع 1400 من الأنواع. الذباب جنية حشرات صغيرة جدا، مثل معظم الدبابير chalcid. انهم المتوسط في فقط 0.5 إلى 1.0 مـم (0.020 إلى 0.039 بوصة) طويلة. وتشمل أصغر حشرة معروفة في العالم، مع طول الجسم فقط 0.139 مـم (0.0055 بوصة), وأصغر حشرة طائرة، يبلغ طولها0.15 مـم (0.0059 بوصة) . وعادة ما يكون لونها أسود غير معدني، أوبني، أو على هيئة صفراء. هوائيات الإناث تميل أن تكون بشكل قمع متميز مثل قطاعات، في حين هوائيات الذكور شبيهة بالخيوط. اجنحتها عادة ما تكون نحيلة وتملك شعيرات طويلة، مما يعطيها مظهر الشعر أو الريش، على الرغم من أن بعض الأنواع قد تتقلص إلى حد كبير أجنحة قصير أو أجنحة تختفى تماما. ويمكن تمييزها عن الدبابير الأخرى من نمط على شكل H من الغرز على الجزء الأمامي من رؤوسهم.
نوع جديد من ذبابة صغيرة سميت على اسم الجنية في «بيتر بان» ذى عقل مضطرب ضئيل، مع أجنحة حساسة متقلصة.
Tinkerbella nana تنكربيللا نانا هي من الأنواع المكتشفة حديثا من فيري فلايز من كوستاريكا. Fairyflies هي نوع من chalcid، وكلها تقريبا هي الطفيليات التي تعيش على البيض واليرقات من الحشرات الأخرى. انها طريقة رهيبة للعيش، ولكنها تجعل fairyflies مفيدة للمزارعين، الذين يجلبونها بعض الأحيان للسيطرة على الآفات الضارة.
العديد من fairyflies ضئيلة للغاية، بما في ذلك كيكيكى هاونا Kikiki huna، وهي من الأنواع تزدهر في هاواي تنمو لتكون فقط 0.005 بوصة (0.13 ملم) لفترة طويلة - حوالي القطر من طرف قلم الرسم الدقيق. وهذا يجعل مهمة صعبة للعثور عليها، ولكن الباحثون بقيادة جون هوبر من الموارد الطبيعية كندا أجروا بحثهم من خلال السعي إلى بيض الحشرات في أوراق الشجر والتربة وعلى النباتات في محافظة آلاجولا الكوستاريكية .
هناك، وجدوا عينات من تنكربيللا نانا، فإن أيا منها لم تكن أكثر من 250 ميكرومتر في الطول. واحد ميكرون هو واحد في الألف من المليمتر.
تحت المجهر، هذه الحشرات صغير، صغيرة جدا وتكشف عن تفاصيلها، لا سيما أجنحتها الطويلة، النحيفة، التي تنتهي في هامش شبيه بالشعيرات. هذا شكل الجناح قد تساعد الحشرات الصغيرة جدا لحد من الاضطرابات عندما تطير، وهو الإنجاز الذي يتطلب أن تضرب أجنحتها مئات المرات في الثانية الواحدة.
وقال هوبر إن الباحثين لا يعرفون كيف أن تلك الحشرات الصغيرة يمكن تفعل ذلك.

## التصنيف

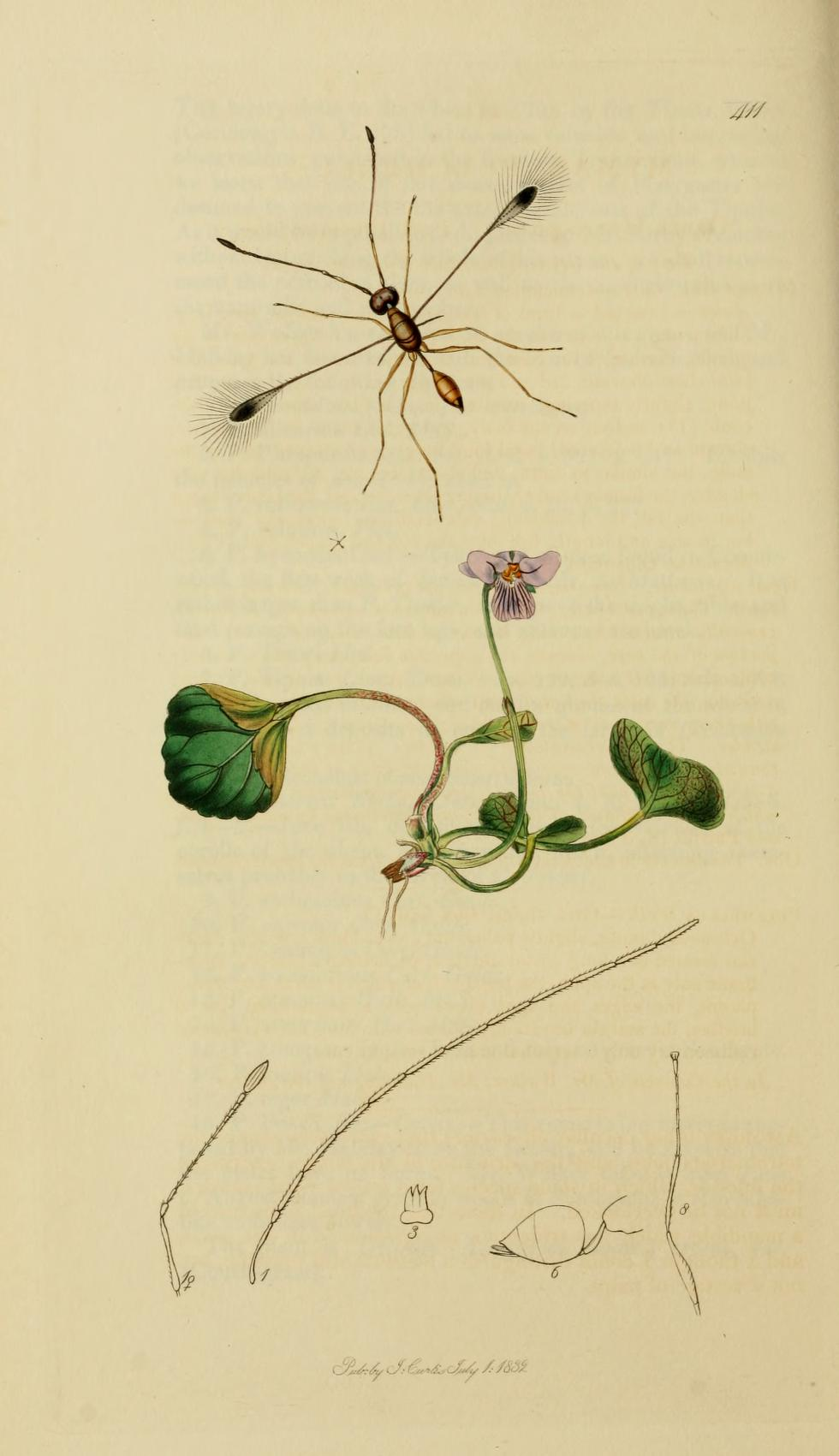
مثال على ريشة الجناحين ميانمار بولشيليوم من قبل جون كورتيس، حوالي '1840

أنشئت الأسرة Mymaridae أولا في عام 1833 من قبل عالم الحشرات الايرلندي الكسندر هنري هاليداي. هاليداي واثنين من أصدقائه المقربين , جون كورتيس وفرانسيس ووكر، كان مؤثرا في الدراسات المبكرة في غشائيات الأجنحة في القرن ال19.
| الحياة الغامضة لأصغر الحشرات في العالم هناك 1،424 نوع معروف من fairyflies تنتشر في جميع أنحاء العالم. خمسة على الأقل هي مائية وتعيش في البرك ومجاري المياه العذبة. واحدة تسمى Caraphractus cinctus ، وتستخدم جناحيها كما المجاذيف للسباحة ل وتبقى تحت الماء لمدة تصل إلى 15 يوما. يمكن للحشرات الدقيقة البقاء على قيد الحياة في جميع أنواع البيئات، من الصحاري إلى الغابات المطيرة. كانوا قد صنفوا أول مرة في عام 1833 من قبل عالم الحشرات الأيرلندية الكسندر هنري هاليداى. وقد استخدمت العديد من الأنواع لمكافحة الآفات، كما يتم تقييم fairyflies لقدرتها على العثور على بيض عوائلهم. |
| — |

## الروابط الخارجية
- USDA Mymaridae نسخة محفوظة 10 سبتمبر 2006 على موقع واي باك مشين.
- Ponent Images
- Universal Chalcidoidea Database
- Biocontrol of the GWSS using a Mymarid in French Polynesia نسخة محفوظة 23 مارس 2007 على موقع واي باك مشين.